# Habakjaure
Habakjaure är en sjö i Sorsele kommun i Lappland och ingår i Umeälvens huvudavrinningsområde. Habakjaure ligger i Vindelfjällen Natura 2000-område.